# Corticaria alleni
Corticaria alleni es una especie de coleóptero de la familia Latridiidae.

## Distribución geográfica
Habita en Europa.